# Nelly Maes
Nelly Sidonie Leona Maes  (ur. 25 lutego 1941 w Sinaai) – belgijska i flamandzka polityk, samorządowiec, parlamentarzystka krajowa, od 1998 do 2004 deputowana do Parlamentu Europejskiego IV i V kadencji.

## Życiorys
Z zawodu nauczycielka. Zaangażowała się w działalność Unii Ludowej (Volksunie). W 1970 została po raz pierwszym radną w Sint-Niklaas. W latach 1971–1978 i 1985–1991 zasiadała w federalnej Izbie Reprezentantów, w okresach 1978–1981 i 1991–1995 była członkinią belgijskiego Senatu. Następnie przez trzy lata wchodziła w skład Parlamentu Flamandzkiego.
W 1998 objęła wakujący mandat posłanki do Parlamentu Europejskiego IV kadencji. W wyborach w 1999 z powodzeniem ubiegała się o reelekcję na V kadencję. Należała do grupy zielonych i regionalistów (od 1999 jako jej wiceprzewodnicząca), pracowała m.in. w Komisji Polityki Regionalnej, Transportu i Turystyki. W PE zasiadała do 2004.
W 2001 po rozpadzie Unii Ludowej została działaczką partii SPIRIT. W 2005 stanęła na czele flamandzkiego instytutu Vlaams Vredesinstituut. Od 2004 do 2009 była przewodniczącą Wolnego Sojuszu Europejskiego.